# NGC 639
NGC 639 je galaksija u zviježđu Kipar.

## Vanjske poveznice
- SEDS: NGC 0639